# Prasmodon aureus
Prasmodon aureus (лат.) — вид мелких наездников подсемейства Microgastrinae из семейства Braconidae (Ichneumonoidea).

## Распространение
Неотропика (Эквадор).

## Описание
Паразитические наездники крупных для микрогастерин размеров. Длина тела 5,5—5,6 мм, длина переднего крыла 5,9—6,0 мм. Основная окраска желтовато-оранжевая. От близких таксонов отличается 
жёлтым скапусом усиков (жгутик буровато-чёрный), жёлтой птеростигмой и жилкам крыла, тёмными ногами: задние лапки буровато-чёрные. Паразитируют предположительно на гусеницах бабочек.
Яйцеклада равен около половины от длины задней голени; первый тергит гладкий; второй тергит поперечный. Переднее крыло с закрытым ареолетом (вторая субмаргинальная ячейка). Проподеум с морщинками и гладкими местами. Лунулы треугольные. Нотаули глубокие. Жгутик усика 16-члениковый. Нижнечелюстные щупики 5-члениковые, нижнегубные щупики состоят из 3 сегментов. Дыхальца первого брюшного тергиты находятся на латеротергитах.